# ليفربول موسم 2009–10
كان موسم 2009–10 هو الموسم الـ118 لنادي ليفربول منذ تأسيسه، والعام الثامن والأربعين على التوالي في الدوري الممتاز. تم رعايتهم للموسم الثامن عشر من قبل شركة كارلسبيرع، لكن هذا الارتباط سينتهي في نهاية العام. كان رافاييل بينيتيز مديراً فنياً للنادي، وكان هذا الموسم السادس على رأس الإدارة الفنية للنادي. ومع ذلك، فإن ارتباطه بالنادي سينتهي أيضًا بنهاية العام.
بعد أن احتل المركز الثاني في موسم الدوري السابق، تأهل ليفربول تلقائيًا إلى مرحلة المجموعات في دوري أبطال أوروبا 2009–10 للمرة الأولى منذ موسم 2002–03. وفي هذا الموسم، قام ليفربول بخطوات كبيرة في سوق الانتقالات، حيث باع لاعبين مثل تشابي ألونسو وسامي هيبيا المتقدم في السن، بينما تعاقد مع ألبيرتو أكويلاني من روما وغلين جونسون من بورتسموث.
بعد موسم من النتائج السيئة والأداء غير المتسق، بالإضافة إلى إصابات المهاجم الرئيسي فرناندو توريس، أنهى ليفربول الدوري الإنجليزي الممتاز في المركز السابع، وهو أدنى مركز له منذ 11 عامًا، وفشل في التقدم أبعد من الجولة الرابعة من أي من الكأسين المحلية. تم إقصاؤهم من كأس الرابطة على يد أرسنال في الجولة الرابعة بخسارتهم 2–1 في ملعب الإمارات في 26 أكتوبر. وبعد ذلك خرجوا من كأس الاتحاد الإنجليزي في 13 يناير. بعد التعادل 1–1 مع فريق ريدينغ من دوري الدرجة الأولى الإنجليزي على ملعب ماديسكي في الجولة الثالثة، خسر ليفربول مباراة الإعادة على ملعب أنفيلد 2–1 بعد الوقت الإضافي.
بالإضافة إلى حملة محلية ضعيفة، فشل ليفربول في التأهل لمرحلة خروج المغلوب من دوري أبطال أوروبا، واحتل المركز الثالث في مجموعته ودخل دور الـ32 من الدوري الأوروبي؛ حيث خرج ليفربول من الدور نصف النهائي على يد أتلتيكو مدريد الفائز في النهاية. لقد خسروا مباراة الذهاب على ملعب فيسنتي كالديرون بنتيجة 1–0، وعلى الرغم من إجبارهم على خوض وقت إضافي في مباراة الإياب، ثم الفوز بنتيجة 2-1، فقد تم إقصاؤهم بقاعدة الأهداف خارج الأرض.
بعد أسبوع من نهاية موسم الدوري الإنجليزي الممتاز، أعلن ليفربول أنه أنهى عقد رافاييل بينيتيز بالتراضي.